# B. Mohan Chandran Nayar
B. Mohan Chandran Nayar (Aluva, 20 de mayo de 1941) es un novelista y diplomático indio

## Biografía
Hijo de Janaky Amma y Balakrishna Pillai K., enriqueció la literatura malayalam través de sus novelas. En 1965 entró al Servicio Exterior Indio.
Fue designado diplomático en Bélgica, Egipto y Birmania y fue presidente de la Comisión de Control Internacional. Posteriormente, fue secretario de enlace en el Ministerio de Asuntos Exteriores.
Entre 1984 y 1987 se desempeñó como Cónsul general en Berlín Oeste, a lo que le siguió el cargo de Alto Comisionado en Maputo (Mozambique) con comisión en Mbabane (Suazilandia), entre 1987 y 1990. Entre 1991 y 1993 sirvió como Alto Comisionado en Kingston (Jamaica) con comisión en Belmopán (Belice).
El 30 de marzo de 1993 fue presidente de la delegación de India ante la conferencia de la Autoridad Internacional de los Fondos Marinos en Kingston. Entre 1993 y 1995 fue Alto Comisionado en Singapur y entre agosto de 1995 y septiembre de 1998 fue embajador en la Ciudad de Kuwait.
Después de su jubilación, se estableció en Chennai y participó activamente en diversas actividades sociales, especialmente para la elevación de la comunidad Nair. Ha escrito ocho novelas. Su famosa novela Kalika fue traducida al tamil, y posteriormente fue llevada al cine.